# لی استکلاین
لی استکلاین (انگلیسی: Lee Stecklein؛ زادهٔ ۲۳ آوریل ۱۹۹۴) بازیکن هاکی روی یخ اهل ایالات متحده آمریکا است.